# Dionisio Mantuano

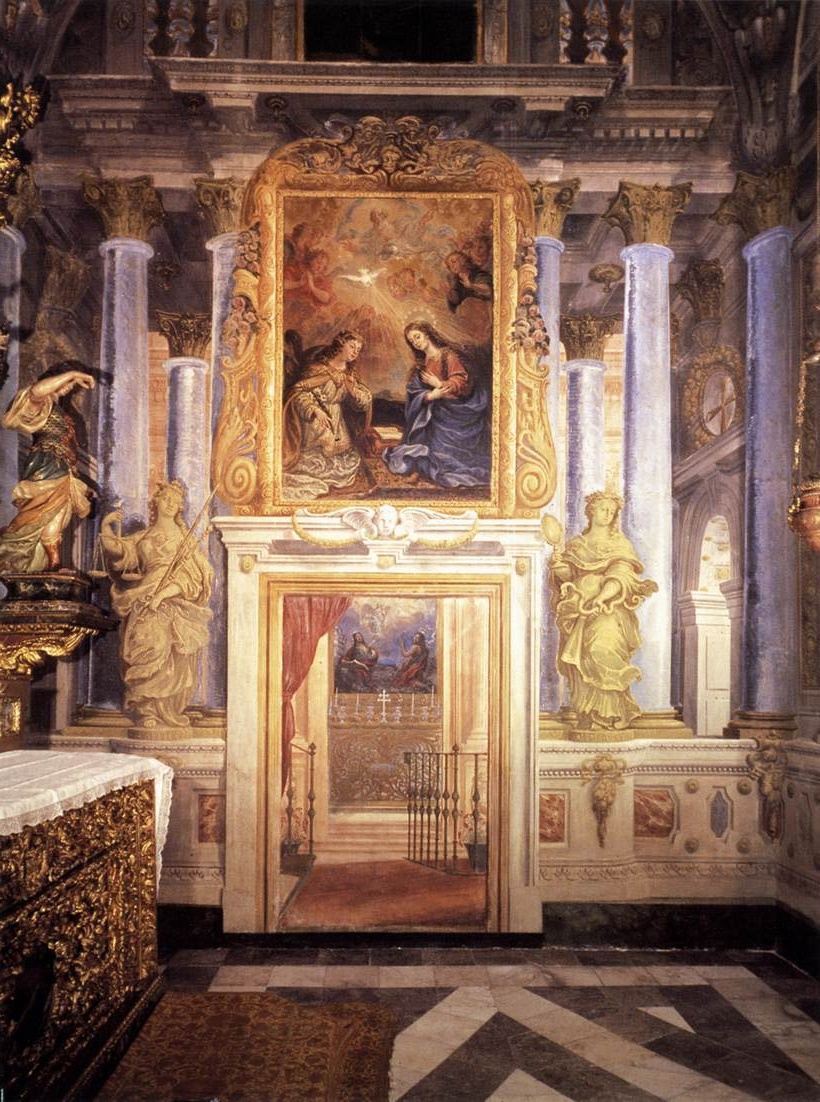
Capilla del Milagro, Monasterio de las Descalzas Reales, Madrid. Pinturas murales hechas en colaboración con Francisco Rizi.

Dionisio Mantuano o Mantovani (Manzolino, 1622 - Madrid, 1683) fue un pintor barroco, ingeniero y arquitecto italiano activo principalmente en España, especializado en perspectivas y arquitecturas fingidas conforme a la técnica de la quadratura, de la que se sirvió especialmente en la pintura al temple de escenarios y telones teatrales. 

## Biografía y obra
Según Antonio Palomino, primer biógrafo del artista, Dionisio Mantuano, de origen boloñés y establecido en Génova, llegó a Madrid hacia 1656 llamado por el marqués de Heliche, alcaide del palacio del Buen Retiro, para servir de ingeniero de las tramoyas y mutaciones de las comedias que se celebraban en el Coliseo del Buen Retiro. Silenciado en gran medida por los tratadistas italianos, solo en fecha reciente ha comenzado a tenerse alguna noticia de sus primeros años en Italia, aunque nada seguro puede afirmarse de su formación, que debió de incluir conocimientos de ingeniería hidráulica y de arquitectura. Por Carlo Cesare Malvasia hay constancia de su intervención en el oratorio del Spirito Santo de Bolonia, donde pintó en el techo arquitecturas ilusionistas con ángeles y escudos al claroscuro.
Trabajando en las tramoyas del Buen Retiro, como gran arquitecto que también era, según dice Palomino, «sobrevino un contratiempo bastante pesado», que el biógrafo cordobés no especifica, por el que pasó muchos meses encerrado en la Cárcel de Corte cargado de grillos y cadenas. El incidente es el intento de regicidio de 1662, del que fue acusado como principal implicado por estar a cargo de los materiales de pintura en los que se mezclaron explosivos con intención de provocar el incendio del teatro el día 13 de febrero, con ocasión del estreno del Faetonte de Pedro Calderón de la Barca, atentado del que fue finalmente acusado Heliche. La documentación, sin embargo, señala en aquella ocasión al ingeniero romano Antonio Maria Antonozi como escenógrafo, quedando reducido el papel de Mantuano al de mero pintor de los telones. No tardó en quedar libre. Según Palomino, tras encomendarse a la Virgen y ofrecerle penitencias y ayunos, por lo que la propia Virgen se le apareció, según «afirman personas, que le trataron»,  para ofrecerle consuelo antes de quedar puesto en libertad, tras acreditarse su inocencia, y probablemente por intervención del Nuncio. En cualquier caso, ya en 1663 y por orden del propio rey se encargó de la decoración del camarín de la Virgen de la Almudena en la primitiva iglesia de Santa María. Totalmente reconciliado, en julio de 1665 fue nombrado pintor del rey ad honorem. El nombramiento fue confirmado algo después, en 1668, cuando se le dio la plaza dejada vacante por Angelo Nardi, en atención a que como pintor era «el más único que se conoce en estos Reynos en el arte de pintar al fresco».
Por algunos dibujos conservados en el Archivo Histórico Nacional consta su proyecto de reconstrucción del Monasterio de El Escorial tras el incendio de 1671, con la innovadora propuesta de sustituir todo la cubierta de madera por bóvedas aseguradas con tirantes de hierro.
Además de sus trabajos para el teatro, en los que colaboró con frecuencia con Rizi y Carreño, se encargó en solitario, según Palomino, de la pintura del techo de la galería de las Damas en palacio y de los adornos por debajo de la cornisa de la capilla del Santo Cristo en la iglesia del Colegio Imperial, con otras muchas obras que hizo para el  marqués de Heliche y las sobreescaleras de las casas del Nuncio, de quien recibió el Hábito de Cristo otorgado en nombre del papa. Con Vicente de Benavides pintó las fachadas de la casa del III marqués de los Balbases, derribada a mediados del siglo XIX, labor por la que recibió del marqués un doblón por cada día de trabajo, según comentaba con asombro Palomino. También, según Ceán Bermúdez, colaboró con Rizi y Carreño en las pinturas del monumento de la catedral de Toledo. De 1670 a 1674 colaboró con Andrés Smidt en la pintura de los muros de la casa que junto al Manzanares tenía Giovanni Battista Cassani, embajador de los cantones esguízaros en Madrid, y en 1679 pintó –sobre tela- el techo del Coliseo del Buen Retiro, en el que representó una cúpula fingida que servía de dosel a un escudo con las armas de los reinos.
Consta también, por documentos de pago fechados en 1681, su colaboración con Francisco Rizi en las pinturas que cubren por completo los muros de la capilla del Milagro y su antecapilla en el Monasterio de las Descalzas Reales. Atendiendo a que, según Palomino, en las figuras, «aunque fuese un mascarón, o una bichuela, necesitaba de valerse de otros», es posible suponer que a Mantuano correspondiesen las arquitecturas fingidas y a Rizi las imágenes. También es suya, en el mismo monasterio, la decoración mural de la Casita de Nazaret. De su trabajo como pintor al óleo, una faceta quizá secundaria de su actividad, queda en la parroquia de San Sebastián de Madrid un Martirio de San Sebastián copiado de una estampa de Hans von Aachen.